# 儀典局 (タイ)
儀典局（ぎてんきょく、タイ語:กรมพิธีการทูต、英語：Department of Protocol）は、タイ王国外務省の内部部局の一つ。

## 概要
儀典局は、諸外国との外交儀礼を担当し、外国の重要な来賓を接遇する際にはタイ王国の代表として接待を担当。さらに外交上の特権、護衛等の管理を行う。

## 下位組織
1. 総務課 （สำนักงานเลขานุการกรม）-局行政関連事務、予算、方針設定。
2. 儀典課（กองแบบพิธี）-儀典に関する以下の業務を担当する。公文書作成、国王行幸の際の便宜、王室関連とタイ首相の外国人来賓の接遇、タイ王国外交代表、領事、名誉領事、駐在武官の任命、外国人もしくは外国に在住するタイ人への勲章の授与審査、王室行事、国事における外国外交使節の接遇、外国大使着任と離任の際のタイの重要人物との面会約束の取り付け。
3. 接遇課（กองรับรอง）-タイ側と被接遇国側の諸機関との接遇のための連携調整を行う。タイ王室賓客、国賓、国家的重要人物に対する便宜供与、各国大使館より紹介のあった人物に対する便宜供与、外務大臣もしくは外務省高官が主宰する外交のための宴席の設定と諸機関との連携。
4. 外交特権・護衛課（กองเอกสิทธิ์และความคุ้มกันทางการทูต）- 国家代表者、大使、外交官の身辺、財産の警護と国内での便宜を図り、外交儀礼、協約、外交特権に関する法の維持を担当する。

## 所在地
- バンコク　ラーチャテーウィー区 トゥンパヤータイ地区 シーアユタヤ通り443　シーアユタヤ・ビルディング （อาคารถนนศรีอยุธยา เลขที่ 443 ถนนศรีอยุธยา แขวงทุ่งพญาไท เขตราชเทวี　กรุงเทพมหานคร 10400）

## 関連事項
- 外務省